# Kanton Salernes
Kanton Salernes is een voormalig kanton van het Franse departement Var. Kanton Salernes maakte deel uit van het arrondissement Draguignan en telde 5213 inwoners (2004-2005-2007). Het werd opgeheven bij decreet van 27 februari 2014, met uitwerking op 22 maart 2015. Alle gemeenten werden opgenomen in het nieuwe kanton Flayosc.

## Gemeenten
Het kanton Salernes omvatte de volgende gemeenten:
- Salernes (hoofdplaats)
- Tourtour
- Villecroze